# Olearia

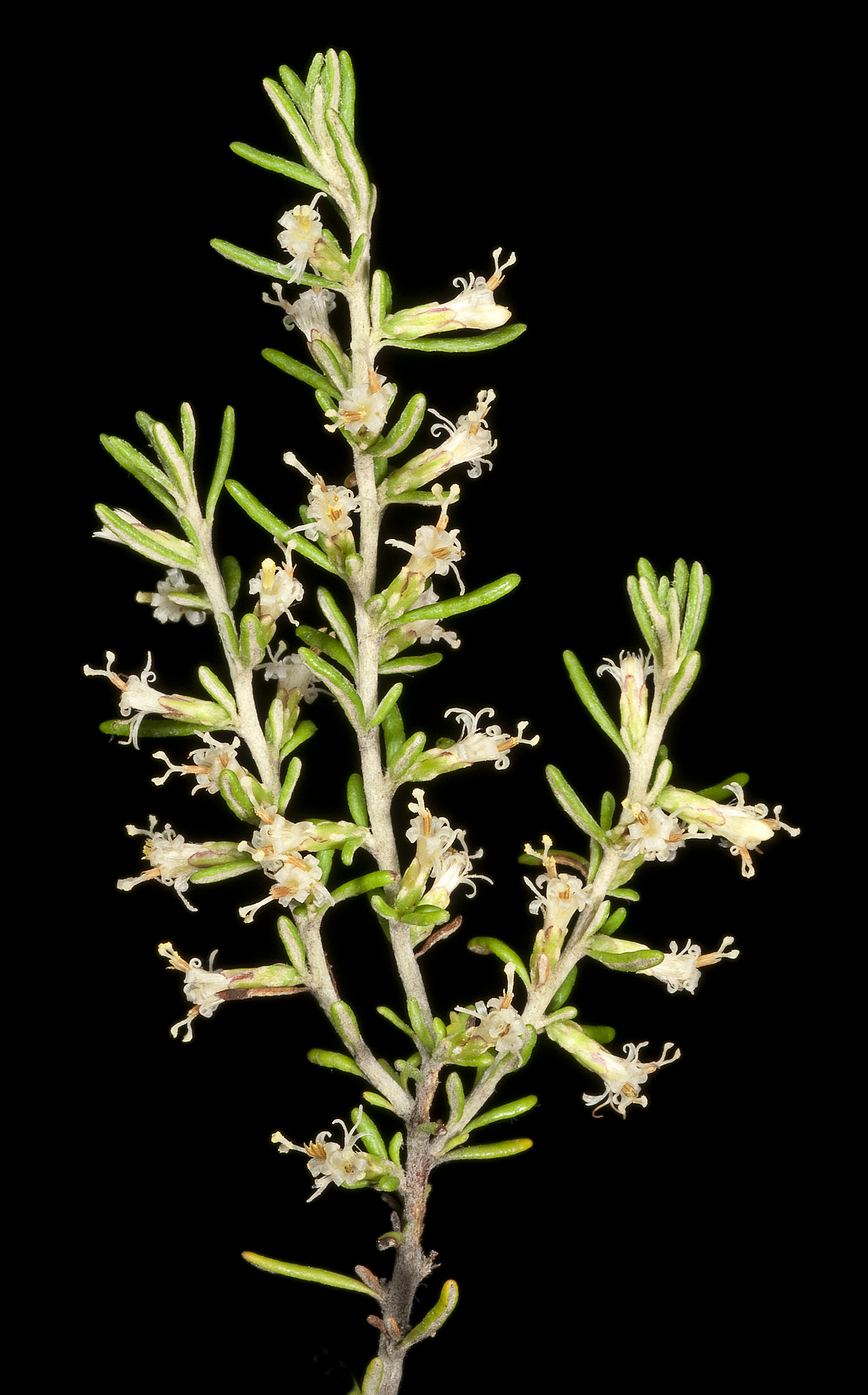
Olearia axillaris

Olearia – rodzaj roślin z rodziny astrowatych (Asteraceae). Obejmuje ok. 180–190 gatunków. W większości występują w Australii (ok. 130 gatunków), w Nowej Zelandii (43) i na Nowej Gwinei (25). Jako rośliny introdukowane i dziczejące podawane są z Europy Zachodniej. Olearia albida wyróżnia się ogromną liczbą chromosomów wynoszącą ponad 400.
Niektóre gatunki są uprawiane jako ozdobne (zwane są tree daisy – „drzewiastą stokrotką”), przy czym wymagają klimatu łagodnego, morskiego. Ze względu na odporność na zasolenie bywają wykorzystywane do tworzenia pasów zarośli wiatrochronnych na terenach nadmorskich. Do popularniejszych gatunków ozdobnych należą: Olearia albida i O. avicenniifolia. Niektóre gatunki drzewiaste wykorzystywane są jako źródło surowca drzewnego.
Nazwa rodzaju upamiętnia Adama Oleariusa (A. Ölschläger) – niemieckiego przyrodnika z XVII wieku.

## Morfologia

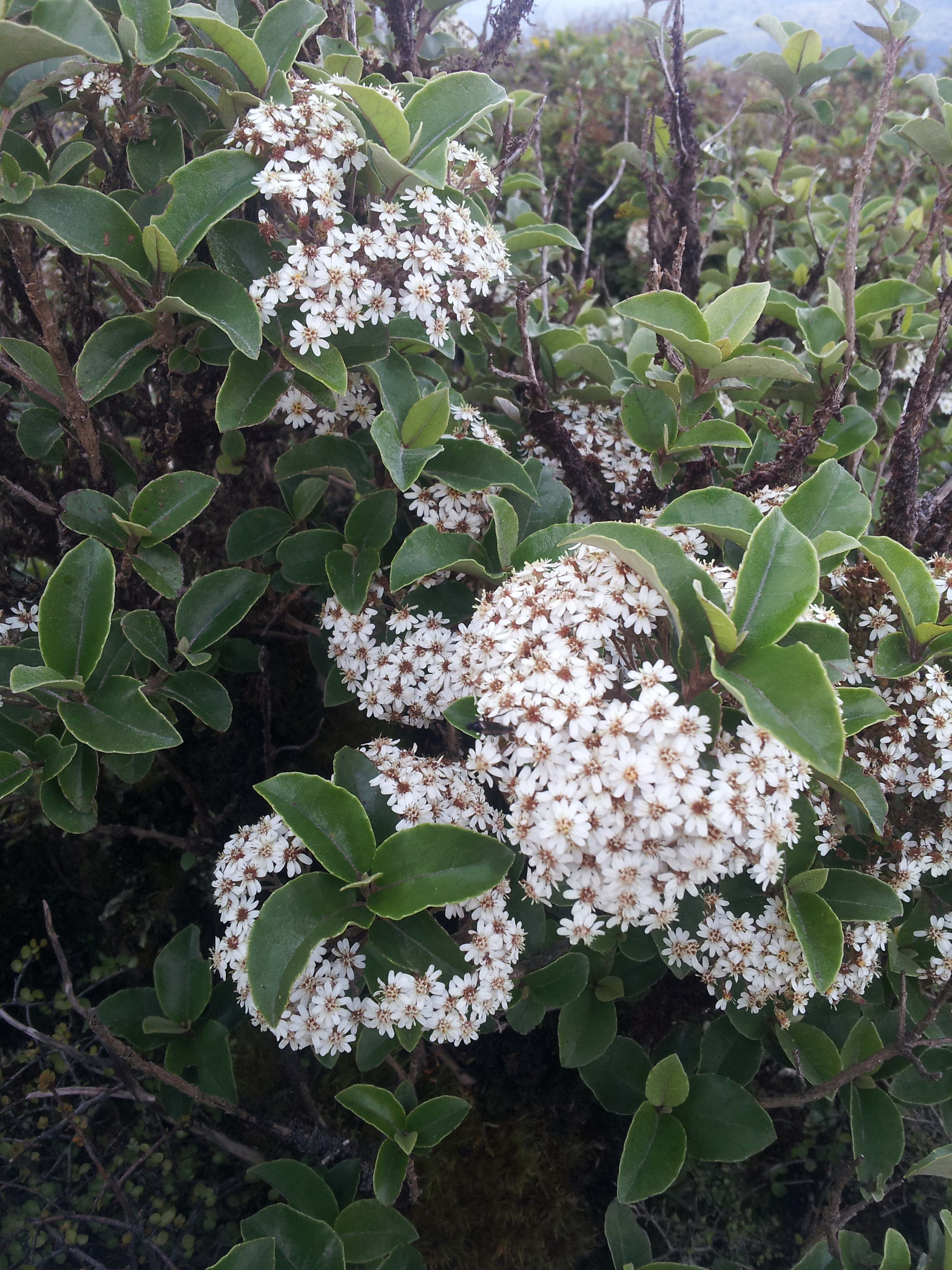
Olearia arborescens

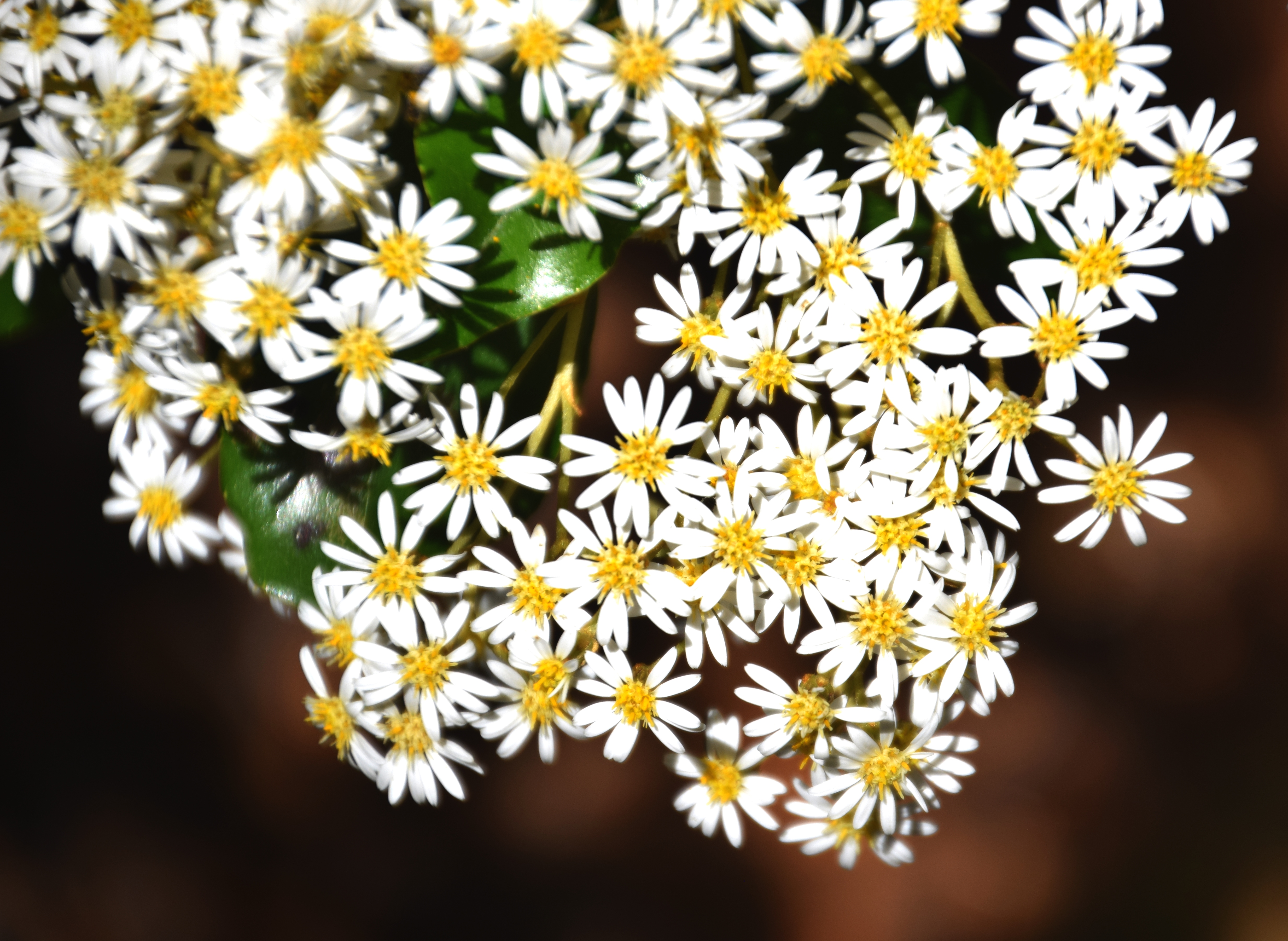
Olearia avicenniaefolia

PokrójW większości okazałe krzewy i niewysokie drzewa do 10 m, rzadko byliny. Rośliny zwykle owłosione, czasem lepkie lub nagie.
LiścieZimozielone, skrętoległe lub naprzeciwległe, łodygowe, często skórzaste, od spodu zwykle biało owłosione, całobrzegie lub ząbkowane od szerokojajowatych do równowąskich.
KwiatyZebrane w koszyczki wyrastające w kątach liści lub na końcach pędów pojedynczo lub skupione po kilka lub wiele w baldachogroniaste i wiechowate kwiatostany złożone. Okrywa walcowata do półkulistej z listkami w 2–6 szeregach. Listki zielone z błoniastym brzegiem, lancetowate do równowąskich. Osadnik (dno kwiatostanowe) nagi, płaski lub wypukły. Kwiaty w koszyczku zwykle zróżnicowane – wewnętrzne obupłciowe, promieniste z koroną rurkowatą, na szczycie z 5, często odgiętymi łatkami, lancetowatymi do trójkątnych. Kwiaty brzeżne żeńskie (liczne, nieliczne lub ich brak), o równowąskim lub języczkowatym płatku, często zwijającym się. W kwiatach obupłciowych pręcików jest 5. Zalążnia jest dolna, jednokomorowa, z pojedynczym słupkiem rozwidlonym na końcach. Kwiaty rurkowate w środku koszyczka są żółte do fioletowych, a kwiaty języczkowate na brzegu koszyczka białe, niebieskie do fioletowych.
OwoceNiełupki walcowate lub spłaszczone, nagie lub szczeciniasto owłosione, z 5 żeberkami i z licznymi, trwałymi ośćmi puchu kielichowego.
Rodzaje podobneRośliny z tego rodzaju mogą być mylone z biało kwitnącymi przedstawicielami rodzaju Brachyglottis, od których różnią się spłaszczonymi, a nie walcowatymi szyjkami słupka.

## Systematyka
Pozycja systematyczna

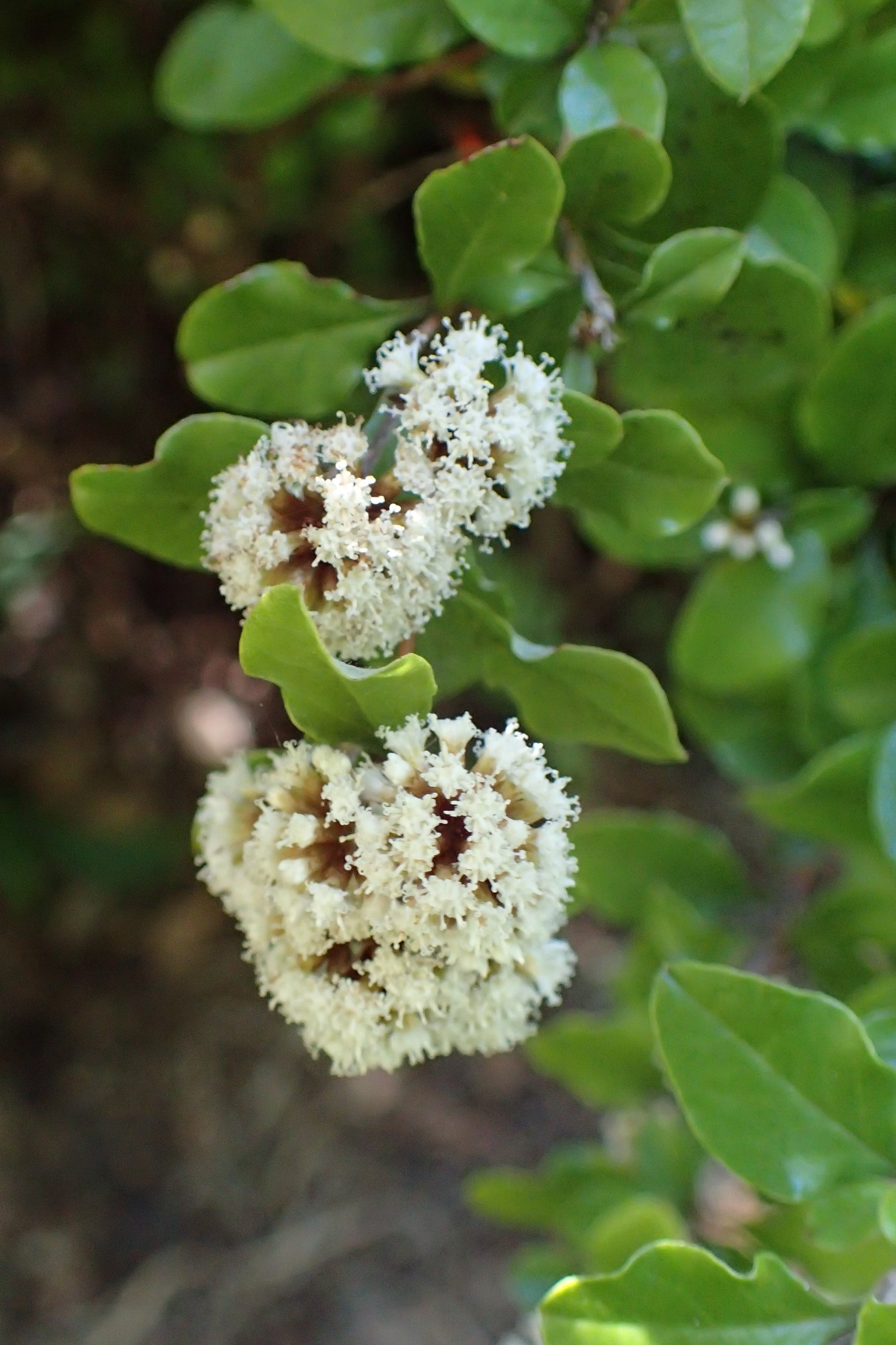
Olearia capillaris

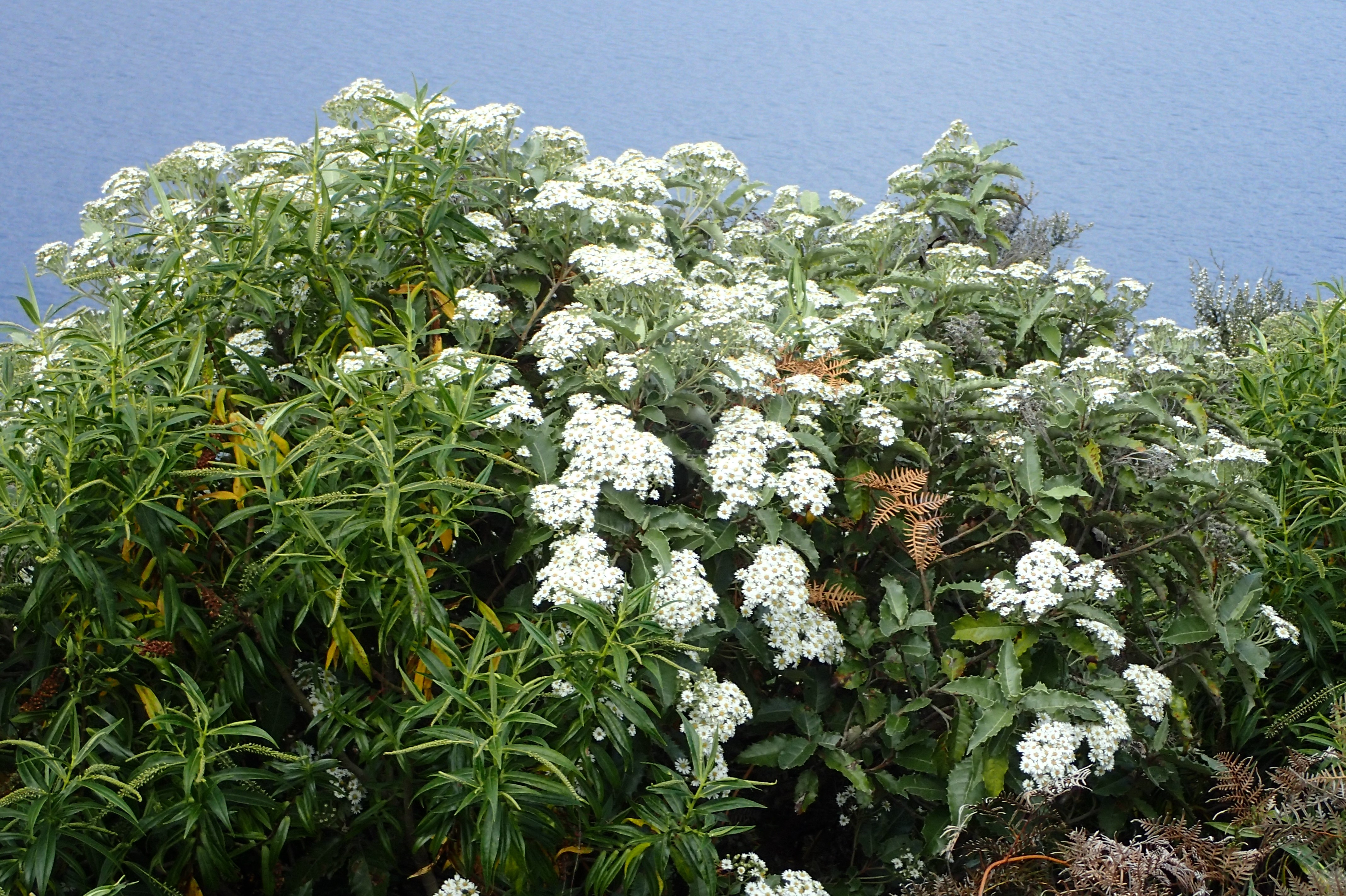
Olearia ilicifolia

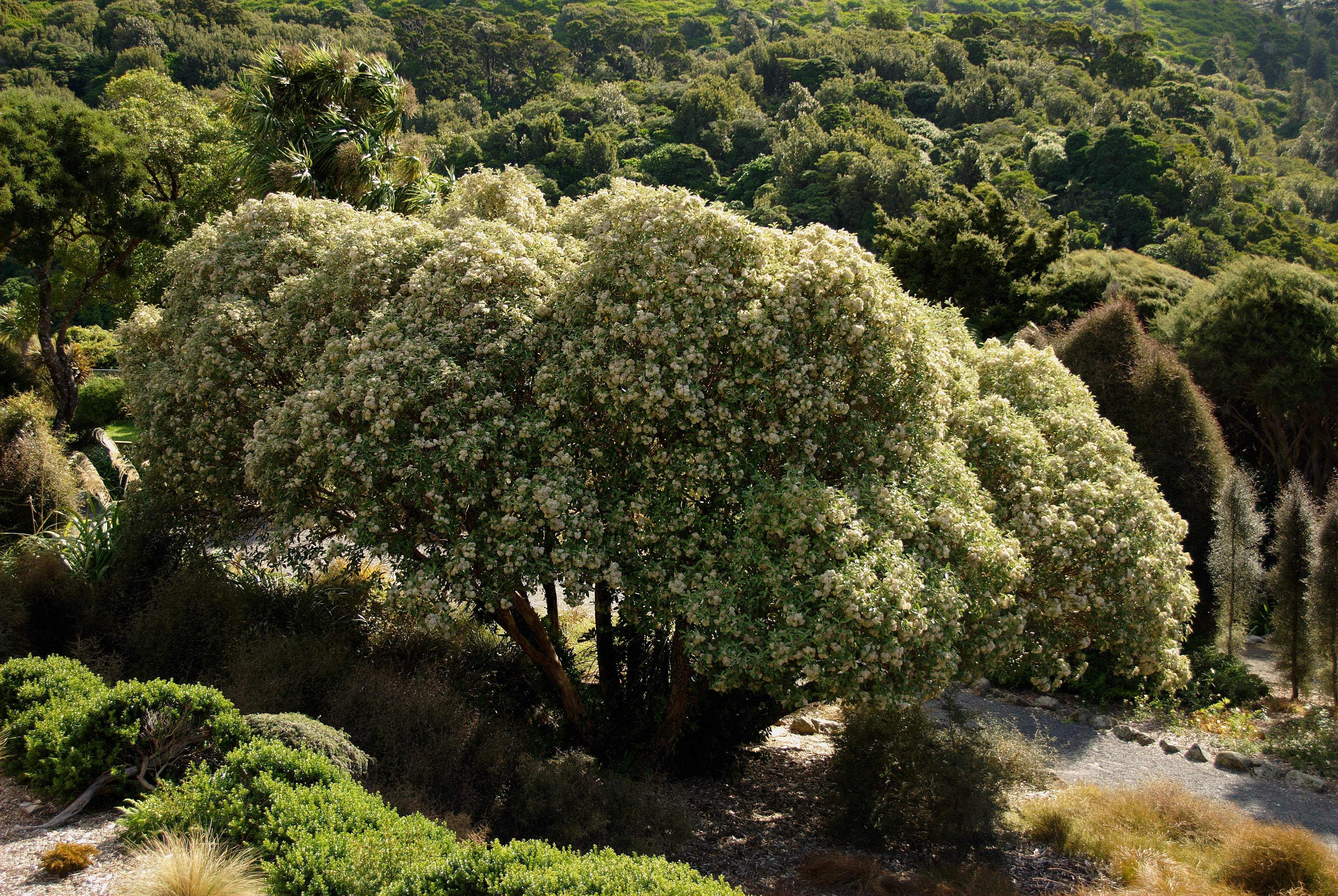
Olearia lyalli

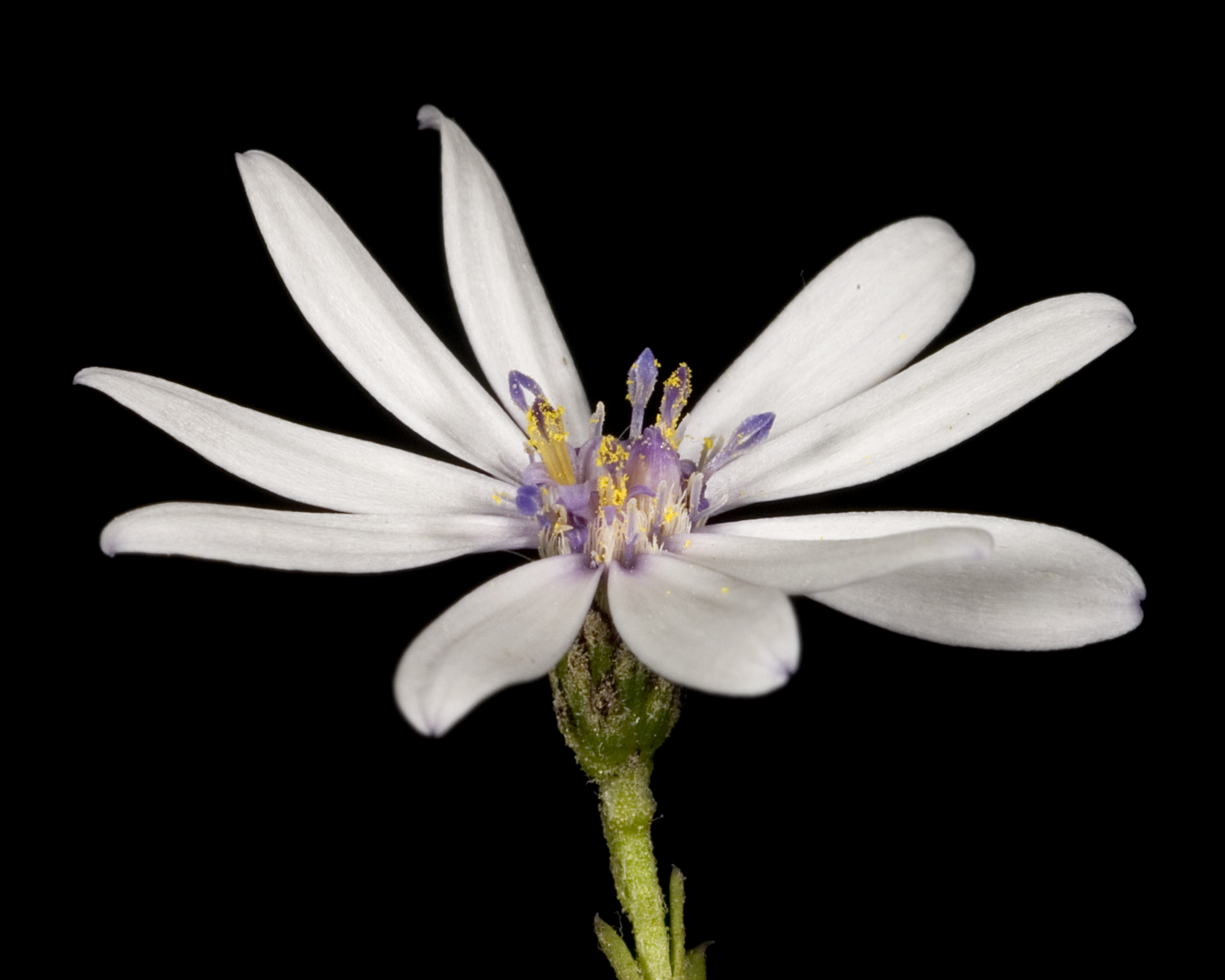
Olearia paucidentata

Rodzaj z plemienia  Astereae i podrodziny Asteroideae w obrębie rodziny astrowatych (Asteraceae). W obrębie plemienia umieszczany jest w podplemieniu Hinterhuberinae Cuatrec. (1969).
W niektórych ujęciach włączany jest tu rodzaj Pachystegia. Czasem cały rodzaj Olearia bywa z kolei włączany do szeroko ujmowanego rodzaju Eurybia Cass. W 2022 roku z rodzaju wyłączono 6 gatunków w osobny rodzaj Macrolearia tworzący osobny klad wspólnie z rodzajami Pleurophyllum i Damnamenia. Gatunki te wyróżniają się m.in. odmienną budową włosków, owoców, typem rozgałęzień pędów i okazałymi kwiatostanami barwy fioletowej do ciemnoczerwonej.
Wykaz gatunków
- Olearia adenocarpa Molloy & Heenan
- Olearia adenolasia (F.Muell.) F.Muell. ex Benth.
- Olearia adenophora (F.Muell.) F.Muell.
- Olearia aglossa (Maiden & Betche) Lander
- Olearia albida Hook.f.
- Olearia algida N.A.Wakef.
- Olearia allomii Kirk
- Olearia alpicola (F.Muell.) F.Muell. ex Benth.
- Olearia angulata Kirk
- Olearia angustifolia Hook.f.
- Olearia arborescens (G.Forst.) Cockayne & Laing
- Olearia archeri Lander
- Olearia arckaringensis P.J.Lang
- Olearia argophylla (Labill.) F.Muell. ex Benth.
- Olearia arguta Benth.
- Olearia arida E.Pritz.
- Olearia asterotricha (F.Muell.) F.Muell. ex Benth.
- Olearia astroloba Lander & N.G.Walsh
- Olearia avicenniifolia Hook.f.
- Olearia axillaris (DC.) F.Muell. ex Benth.
- Olearia ballii (F.Muell.) F.Muell. ex Hemsl.
- Olearia bella A.R.Bean & Jobson
- Olearia boorabbinensis Hochr.
- Olearia brachyphylla (F.Muell. ex Sond.) N.A.Wakef.
- Olearia brevipedunculata N.G.Walsh
- Olearia buchananii Kirk
- Olearia bullata H.D.Wilson & Garn.-Jones
- Olearia burgessii Lander
- Olearia calcarea F.Muell. ex Benth.
- Olearia canescens Hutch.
- Olearia capillaris Buchanan
- Olearia cassiniae (F.Muell.) F.Muell. ex Benth.
- Olearia chathamica Kirk
- Olearia cheesemanii Cockayne & Allan
- Olearia chrysophylla (DC.) Benth.
- Olearia ciliata (Benth.) F.Muell. ex Benth.
- Olearia cinerea Mattf.
- Olearia clemensiae Mattf.
- Olearia colensoi Hook.f.
- Olearia cordata Lander
- Olearia coriacea Kirk
- Olearia covenyi Lander
- Olearia crebra E.K.Cameron & Heenan
- Olearia crenifingens Mattf.
- Olearia crosby-smithiana Petrie
- Olearia cuneifolia A.R.Bean & M.T.Mathieson
- Olearia curticoma N.G.Walsh
- Olearia cydoniifolia (DC.) Benth.
- Olearia cymbifolia (Hook.f.) Cheeseman
- Olearia decurrens (DC.) Benth.
- Olearia dibrachiata D.J.N.Hind & R.J.Johns
- Olearia durifolia J.Kost.
- Olearia elaeophila (DC.) F.Müll. ex Benth.
- Olearia elliptica DC.
- Olearia eremaea Lander
- Olearia ericoides (Steetz) N.A.Wakef.
- Olearia erubescens (Sieber ex Spreng.) Dippel
- Olearia excorticata Buchanan
- Olearia exiguifolia (F.Muell.) F.Muell. ex Benth.
- Olearia exilis S.Moore
- Olearia ferresii (F.Muell.) F.Muell. ex Benth.
- Olearia fimbriata Heads
- Olearia floccosa J.Kost.
- Olearia flocktoniae Maiden & Betche
- Olearia floribunda (Hook.f.) Benth.
- Olearia fluvialis Lander
- Olearia fragrantissima Petrie
- Olearia frostii (F.Muell.) J.H.Willis
- Olearia furfuracea (A.Rich.) Hook.f.
- Olearia gardneri Heads
- Olearia glandulosa (Labill.) Benth.
- Olearia glutinosa (Lindl.) Benth.
- Olearia gordonii Lander
- Olearia grandiflora Hook.
- Olearia gravis (F.Muell.) F.Muell. ex Benth.
- Olearia haastii Hook.f.
- Olearia hectorii Hook.f.
- Olearia heterocarpa S.T.Blake
- Olearia heterolepis Mattf.
- Olearia heterotricha Mattf.
- Olearia homolepis (F.Muell.) F.Muell. ex Benth.
- Olearia hooglandii J.Kost.
- Olearia hookeri (F.Muell. ex Sond.) Benth.
- Olearia humilis Lander
- Olearia hygrophila (DC.) Benth.
- Olearia ilicifolia Hook.f.
- Olearia imbricata (Turcz.) Benth.
- Olearia incana (D.A.Cooke) Lander
- Olearia incondita Lander
- Olearia iodochroa (F.Muell.) F.Muell. ex Benth.
- Olearia kernotii Muell.
- Olearia laciniifolia Lander
- Olearia lacunosa Hook.f.
- Olearia lanata J.Kost.
- Olearia lanceolata (Benth.) D.I.Morris
- Olearia lanuginosa (J.H.Willis) N.A.Wakef.
- Olearia lasiophylla Lander
- Olearia laxiflora Kirk
- Olearia ledifolia (DC.) Benth.
- Olearia lehmanniana (Steetz) Lander
- Olearia lepidophylla (Pers.) Benth.
- Olearia lepidota Mattf.
- Olearia leptocephala J.Kost.
- Olearia lineata (Kirk) Cockayne
- Olearia lirata (Sims) Hutch.
- Olearia lyallii Hook.f.
- Olearia macdonnellensis D.A.Cooke
- Olearia macrodonta Baker
- Olearia magniflora (F.Muell.) F.Muell. ex Benth.
- Olearia × matthewsii P.Heenan
- Olearia megalophylla (F.Muell.) F.Muell. ex Benth.
- Olearia microdisca J.M.Black
- Olearia microphylla (Vent.) Maiden & Betche
- Olearia minor (Benth.) Lander
- Olearia montana Lander
- Olearia monticola F.M.Bailey
- Olearia mooneyi (F.Muell.) F.Muell. ex Hemsl.
- Olearia moschata Hook.f.
- Olearia mucronata Lander
- Olearia muelleri (Sond.) Benth.
- Olearia muricata (Steetz) Benth.
- Olearia myrsinoides (Labill.) F.Muell. ex Benth.
- Olearia nernstii (F.Muell.) F.Muell. ex Benth.
- Olearia newbeyi Lander
- Olearia nummulariifolia (Hook.f.) Hook.f.
- Olearia obcordata (Hook.f.) Benth.
- Olearia obovata Mattf.
- Olearia occidentissima Lander
- Olearia odorata Petrie
- Olearia oleifolia Kirk
- Olearia oliganthema F.Muell. ex Benth.
- Olearia oporina (G.Forst.) Hook.f.
- Olearia oppositifolia (F.Muell.) Lander
- Olearia orientalis A.R.Bean & Jobson
- Olearia pachycephala J.Kost.
- Olearia pachyphylla Cheeseman
- Olearia pallida J.Kost.
- Olearia paniculata Druce
- Olearia pannosa Hook.
- Olearia passerinoides (Turcz.) Benth.
- Olearia paucidentata (Steetz) Benth.
- Olearia persoonioides (DC.) Benth.
- Olearia phlogopappa (Labill.) DC.
- Olearia picridifolia Benth.
- Olearia pimeleoides (DC.) Benth.
- Olearia pinifolia (Hook.f.) Benth.
- Olearia platyphylla Mattf.
- Olearia plucheacea Lander
- Olearia polita H.D.Wilson & Garn.-Jones
- Olearia propinqua S.Moore
- Olearia quercifolia DC.
- Olearia quinquevulnera Heenan
- Olearia ramosissima (DC.) Benth.
- Olearia ramulosa (Labill.) Benth.
- Olearia rani Druce
- Olearia revoluta F.Muell. ex Benth.
- Olearia rosmarinifolia (DC.) Benth.
- Olearia rudis (Benth.) F.Muell. ex Benth.
- Olearia rufa J.Kost.
- Olearia rugosa (W.Archer bis) Hutch.
- Olearia sarawaketensis Mattf.
- Olearia semidentata Decne. ex Hook.
- Olearia solandri Hook.f.
- Olearia speciosa Hutch.
- Olearia spectabilis J.Kost.
- Olearia stellulata DC.
- Olearia stenophylla N.G.Walsh
- Olearia stilwellae Blakely
- Olearia stricta Benth.
- Olearia strigosa (Steetz) Benth.
- Olearia stuartii (F.Muell.) F.Muell. ex Benth.
- Olearia suavis Cheeseman
- Olearia subspicata (Hook.) Benth.
- Olearia suffruticosa D.A.Cooke
- Olearia tasmanica W.M.Curtis
- Olearia telmatica Heenan & de Lange
- Olearia tenuifolia (DC.) Benth.
- Olearia teretifolia (Sond.) F.Muell. ex Benth.
- Olearia thomsonii Cheeseman
- Olearia tomentosa (J.C.Wendl.) DC.
- Olearia townsonii Cheeseman
- Olearia traillii Kirk
- Olearia traversiorum (F.Muell.) Hook.f.
- Olearia trifurcata Lander
- Olearia tubuliflora (Sond. & F.Muell.) Benth.
- Olearia velutina J.Kost.
- Olearia vernonioides C.T.White & W.D.Francis
- Olearia virgata Hook.f.
- Olearia viscidula (F.Muell.) Benth.
- Olearia viscosa (Labill.) Benth.
- Olearia xerophila (F.Muell.) F.Muell. ex Benth.